# Assembleia dos Cavaleiros Portugueses da Ordem Soberana e Militar de Malta
A Assembleia dos Cavaleiros Portugueses da Ordem Soberana e Militar de São João de Jerusalém, de Rodes e de Malta é a associação nacional por intermédio da qual a Ordem Soberana e Militar de Malta desenvolve as suas atividades em Portugal. Fundada em 1899, encontra-se sediada na Igreja de Santa Luzia e São Brás, em Lisboa, e possui o estatuto de Instituição Particular de Solidariedade Social.

## História
A presença dos cavaleiros da Ordem do Hospital (como era então designada) em Portugal é anterior à própria nacionalidade. Com a extinção das ordens religiosas, em 1834, a Ordem de Malta cessou atividade em território português e foram nacionalizados os seus bens. Aquele período foi igualmente conturbado para a instituição no plano internacional, ficando a Ordem reduzida a alguns cavaleiros, realizando-se admissões pontuais ao longo do século XIX.
No final do século, verificada a hipótese de reorganização da Ordem em Portugal, caberia propor à Coroa, observadas as formalidades constitucionais, o projeto dos estatutos e regras para admissão de Cavaleiros, provimento de bailiados capitulares, forma e uso das insígnias, e tudo o mais atinente à dignidade da Ordem. Tal viria a acontecer em 31 de maio de 1899, quando, por solicitação de D. António de Carvalho e Melo Daun e Albuquerque e Lorena, 6.º Marquês de Pombal (na qualidade de bailio da Ordem de Malta), é reconhecida pelo rei D. Carlos I a existência legal à Assembleia Portuguesa e são publicados os seus primeiros estatutos no Diário do Governo. A fundação desta organização nacional da Ordem de Malta surge no contexto de outras organizações idênticas na 
Europa (Alemanha, 1859 e 1867; Espanha, 1866; Inglaterra, 1875; Itália, 1877; França, 1891).
Desde 1958, data em que se deu a cedência e reinserção nas actividades de natureza espiritual da Assembleia dos Cavaleiros Portugueses, que esta tem a sua sede nacional na Igreja de Santa Luzia e São Brás, cabeça da antiga comenda da Ordem no termo de Lisboa.
Desde a sua fundação a Assembleia dos Cavaleiros Portugueses desenvolveu iniciativas assistenciais em território português, nomeadamente os trabalhos de apoio na estrada aos peregrinos de Fátima (durante os meses de Maio, Agosto e Outubro) e de Santiago de Compostela (caminhos portugueses), o combate à pobreza, apoio à infância carenciada, apoio a deficientes, apoio a idosos e doentes, e assistência a reclusos. Foi-lhe concedido o estatuto de Instituição Particular de Solidariedade Social em 1997.
A Assembleia publica desde 1992 o seu órgão oficial, a revista Filermo.

## Presidentes da Assembleia dos Cavaleiros Portugueses da Ordem de Malta

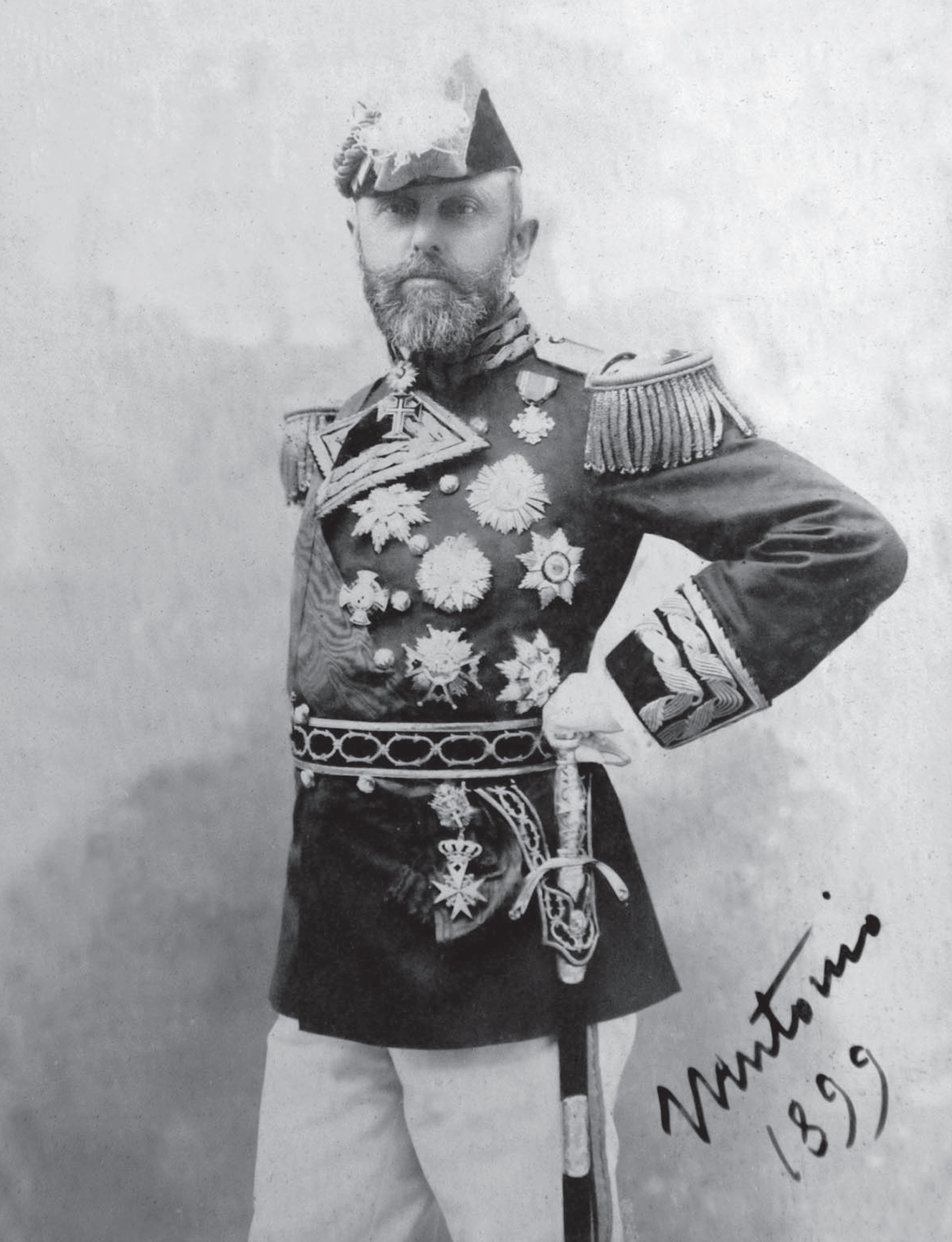
O Marquês de Pombal (1899), com o uniforme e as insígnias de Bailio da Ordem de Malta

Desde a sua fundação, presidiram à Assembleia dos Cavaleiros Portugueses:
1. D. António de Carvalho e Melo Daun e Albuquerque e Lorena, 6.º Marquês de Pombal (1899–1911)
2. D. Caetano Henriques Pereira de Faria Saldanha e Lancastre, 4.º Conde de Alcáçovas
3. D. Francisco Maria Martinho de Almeida Manoel de Vilhena, 9.º Conde de Vila Flor
4. D. Henrique Leite Pereira de Paiva Távora e Cernache, 4.º Conde de Campo Belo
5. D. Bernardo de Sousa e Holstein Beck, 2.º Marquês de Monfalim
6. Professor Doutor Martim Eduardo Corte-Real de Albuquerque (1995–2000)
7. D. Miguel Rafael Gabriel Xavier Teresa Maria Félix de Bragança, 7.º Duque de Viseu (2000–2006)
8. D. Augusto Duarte de Andrade Albuquerque Bettencourt de Athayde, 4.º Conde de Albuquerque (2006–2019)
9. Dr. António Luís Calheiros de Noronha de Almeida Ferraz (2019–presente)